# Adolf von Tecklenburg
Adolf von Tecklenburg (* um 1185 in Tecklenburg; † 30. Juni 1224 in Osnabrück), auch Adolf von Osnabrück genannt, war ein deutscher Mönch. Er war Bischof von Osnabrück und seit 1651 Heiliger der katholischen Kirche.

## Leben
Adolf von Tecklenburg wurde als der jüngste Sohn des Grafen Simon von Tecklenburg und der Oda von Berg-Altena geboren. Er wurde relativ jung Domherr am Kölner Dom, trat dann aber als Zisterziensermönch in das Kloster Kamp ein. 1216 wurde er zum Bischof von Osnabrück gewählt. Die Wahl musste jedoch wiederholt werden, da sie von Papst Honorius III. nicht anerkannt wurde. In der zweiten Wahl wurde Adolf von Tecklenburg erneut gewählt und am 24. September 1217 zum Bischof geweiht. Am 5. November 1222 assistierte er der Kirchweihe im Zisterzienserkloster Marienfeld. Er tat sich in seiner Amtszeit als Kirchenreformer hervor und soll sich insbesondere auch um Arme und Kranke gekümmert haben.

## Verehrung
Adolf von Tecklenburg ist der Namenspatron von Adolf Kajpr.